# Schlacht bei Neufchâteau

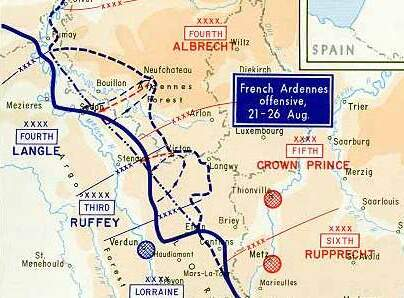
Schlacht in den Ardennen

Die Schlacht bei Neufchâteau von 22. bis 23. August 1914 gehörte zu den sogenannten Grenzschlachten, die zu Beginn des Ersten Weltkrieges geführt wurden. Sie war in operativer Hinsicht eng mit der gleichzeitig ausgetragenen Schlacht bei Longwy verwoben. In der englischen und französischen Fachliteratur werden beide Schlachten zusammen als Schlacht in den Ardennen abgehandelt.

## Überblick
Die französische 4. Armee (General Fernand Langle de Cary) erlitt in der Schlacht nördlich der Semois  eine Niederlage gegen den frontal angesetzten Angriff der etwa gleichstarken deutschen 4. Armee (Herzog Albrecht von Württemberg). Die Masse der deutschen 4. Armee traf am 22. August in der allgemeinen Linie Graide – Neufchâteau auf den Feind. Als am 23. August das rechte deutsche Flügelkorps (VIII. Armeekorps), über Gedinne zur Umfassung ausholte und bis Houdremont gelangte, war die französische Front nicht mehr zu halten. Der Führer der französischen 4. Armee befahl darauf den Rückzug seiner gesamten Front hinter die Maas auf die Linie Charleville – Sedan – Carignan.

## Der Aufmarsch der 4. Armee

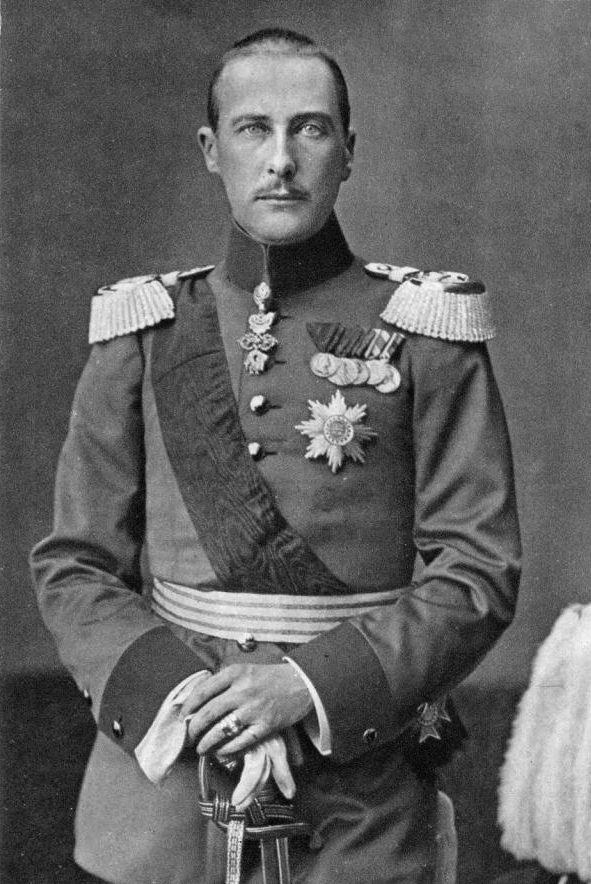
Herzog Albrecht von Württemberg

Die deutsche 4. Armee vollzog seit Anfang August 1914 ihren Aufmarsch durch das neutrale Großherzogtum Luxemburg. Zur Sicherung der wichtigen Eisenbahnlinie durch die Hauptstadt hatte bereits am 2. August die 16. Division unter Generalleutnant Georg Fuchs die Stadt besetzt. Die deutsche 4. Armee führte zu Beginn ihres Vormarsches fünf Korps – 123 Bataillone, 39 Eskadronen mit 220.000 Mann, dazu 113 Batterien mit 646 Geschützen. In ihrem Verband standen das VI., VIII. und XVIII. Armee-Korps – sowie im zweiten Treffen das VIII. Reserve-Korps und das XVIII. Reserve-Korps.
Bis zum 17. August schlossen die angeführten Korps vom rechten zum linken Flügel auf, um ihre Vorwärtsbewegung bis 18. August, gleichzeitig mit der südlich anschließenden 5. Armee am rechten Heeresflügel des deutschen Aufmarsches anzupassen. Der Vormarsch der 4. Armee erfolgte, mit dem rechten Flügel (VIII. Armeekorps) über Bastogne – St. Hubert, mit dem Zentrum – dem XVIII. Armee-Korps über Villance – Maissin, dem XVIII. Reserve-Korps über Libramont, dem VIII. Reserve-Korps über Neufchâteau. Der linke Flügel der Armee, das VI. Armee-Korps, marschierte über Attert (nördlich Arlon) auf L’Eglise vorwärts. Das der 4. Armee unterstellte Höhere Kavallerie-Kommando Nr. 3 (General der Kavallerie Rudolf von Frommel) wurde am 21. August mit 7. und 8. Kavallerie-Division an die bedrohte Ostfront verlegt, nur die bayerische Kavallerie-Division (General Otto von Stetten) verblieb im Verband der 4. Armee.
Der 21. August war ein reiner Marschtag – das XVIII. Reserve-Korps rückte ohne Feindberührung mit der 21. Reserve-Division (Generalleutnant Hermann von Rampacher) auf Ebly vor, dahinter folgte die 25. Reserve-Division (Generalleutnant Alexander Torgany) bis Anlier nach. Der weitere Vormarsch der 4. Armee erreichte mit dem rechten Flügel (VIII. Armee-Korps) St. Hubert, das Zentrum (XVIII. Armee-Korps unter General der Infanterie Dedo von Schenck) stieß über Villance auf Maissin vor. Dahinter folgte das XVIII. Reserve-Korps auf Libramont und das VIII. Reserve-Korps auf Neufchâteau.
Während die französische 3. Armee am 22. August aus dem Raum von Verdun über den Othainbach auf die Linie Longuyon – Montmédy vorging, trat gleichzeitig die links anschließend bis Charleville Front machende 4. Armee den Vormarsch über den Fluss Semois ebenfalls nach Nordosten an. Das operative Ziel der Franzosen war es, die rückwärtigen Verbindungen des deutschen rechten Heeresflügels zu bedrohen und der gleichzeitig von der deutschen 2. Armee bei Charleroi angegriffenen französischen 5. Armee (General Charles Lanrezac) den notwendigen Flankenschutz südlich Givet zu verschaffen. Nur wenn es General Langle gelang, mit seiner Armee in Südbelgien genügend Raum nach Nordosten zu gewinnen und den ihr gegenüber befindlichen Gegner zu schlagen, dann könnte die 5. Armee ihrem Auftrag gerecht werden, die deutsche 2. Armee (Generaloberst Karl von Bülow) an der Sambre genügend lange aufzuhalten, bis der Aufmarsch der britischen Armee (Sir John French) bei Maubeuge abgeschlossen war. Zwischen der deutschen 2. und 4. Armee rückte die schwächere 3. Armee des Generaloberst Max von Hausen mit drei Korps zwischen Dinant und Givet heran.
Um die im Hauptquartier der 4. Armee in Bastogne eintreffenden feindlichen Dispositionen entgegenzutreten, befahl Herzog Albrecht am 22. August nach Abstimmung mit seinem Chef des Stabes, Generalleutnant Walther von Lüttwitz den sofortigen Gegenangriff mit seinem Zentrum bei Neufchâteau. Der nördliche Flügel der 4. Armee, das VIII. Armee-Korps (General Tülff von Tscheppe), war mit der 16. Division rechts, und der 15. Division (Generalleutnant Julius Riemann) links fast kampflos bei St. Hubert nach Westen vorgerückt. Die nördlicher stehende 16. Division hielt vorerst mit ihrer 30. Infanterie-Brigade (Generalmajor Maximilian von Pfuel) bei Beauraing enge Verbindung zu dem auf Givet vorstoßenden XIX. (II. Königlich Sächsisches) Armee-Korps (General der Kavallerie Maximilian von Laffert) der 3. Armee des Generalobersten von Hausen.

## 22. August
Nachdem am 22. August der Vormarsch der französischen 4. Armee in nordöstlicher Richtung erfolgte, trafen die gegnerischen Armeen frontal aufeinander. Zuerst traf das deutsche XVIII. Armee-Korps auf den linken französischen Flügel – das 11. Korps unter General Eydoux. Das Zentrum der deutschen 4. Armee traf danach an der Linie Graide – Neufchâteau auf das französische 17. und 12. Korps. Die 15. Division erreichte bis zum Abend Porcheresse. General Sordets Kavallerie ging bei Gedinne eilig über den Semois zurück. Im Zentrum der 4. Armee beim XVIII. Reserve-Korps erreichte die 21. Reserve-Division (Generalleutnant Hermann von Rampacher) die Höhen westlich und südlich von Neufchâteau, links davon sollte die 25. Reserve-Division (Generalleutnant Alexander Torgany) nach Straimont vorgehen. Gegen Mittag kommt die rechte Flanke der 21. Division (Generalmajor Ernst von Oven) bei Petitvoir durch überlegene Feindkräfte in Bedrängnis, in Neufchâteau beteiligte sich die Zivilbevölkerung im Kampf gegen die durchziehenden deutschen Kolonnen. Das Eingreifen des rechten Flügels der von hinten eingreifenden 25. Reserve-Division über Hampire stabilisierte diesen Abschnitt. Der rechts anschließende Truppenverband, das XVIII. Armee-Korps, ging über Libin vor: die 25. Division (Generalmajor Viktor Kühne) rückte über Anloy auf Jehonville vor, die 21. Division ging von Recogne auf Bertrix vor. Herzog Albrecht von Württemberg erschien bei Libramont im Hauptquartier des General der Infanterie Dedo von Schenck und beharrte auf einer Hilfsleistung des XVIII. Armee-Korps zugunsten des südlicher bei Neufchâteau stark bedrängten XVIII. Reserve-Korps. Obwohl selbst auf ganzer Front gefesselt musste General Schenck das Abschwenken seiner linken Flügeldivision (21. Division) auf Betrix – Orgeo zusagen.
Vom Semoistal gingen derweil aber starke Kolonnen des französischen 17. Korps über Offagne-Bertrix nach Nordwesten vor. Die 25. Division traf auf den Höhen südlich Maissin auf diesen starken französischen Gegenstoß, dadurch wurde die 21. Division bei ihren Linksabmarsch auf Bertrix stark behindert. Die erschöpfte 50. Infanterie-Brigade (Generalmajor Dietrich von Speßhardt) musste bei Maissin sogar auf Villance zurückgenommen werden. Das Eingreifen des VIII. Reserve-Korps beseitigte die Gefahr, die 15. Reserve-Division (Generalleutnant Eberhard von Kurowski) erreichte über Libin herankommend Villance und führte noch einen Gegenangriff auf Maissin durch. Die später eintreffende 16. Reserve-Division (Generalleutnant Wilhelm Mootz) erstürmte noch vor Abend die Höhen westlich Anloy. Die 21. Division kämpfte derweil in zwei getrennten Kolonnen bei Ochamps, der Angriff der 41. Infanterie-Brigade (Generalmajor Adolf von der Esch) drang hier rasch vorwärts und erstürmte das Dorf Bertrix. Der französische Vorstoß war jetzt überall gestoppt, das Zentrum des 12. und 17. Korps musste sogar auf die Linie Assenois – La Girgaine zurückgehen. Bei der 21. Reserve-Division musste derweil die 41. Reserve-Brigade (Generalleutnant von Mey) ihre letzten Kräfte einsetzen, um die feindlichen Angriffe auf die Höhen südwestlich Neufchâteau abzuschlagen. Gegen Abend entlastete auch hier das Eingreifen der 25. Reserve-Division gegen die rechte Flanke der Franzosen, die wiederum bei Suxy zurückgingen. Dem linken Flügelkorps (VI. Armee-Korps unter General Pritzelwitz) der 4. Armee wurde auf Ansuchen des deutschen Kronprinzen der Schutz des rechten Flügels der 5. Armee übertragen. Hierzu stieß das VI. Armee-Korps am 22. August aus Gegend L’Eglise in südlicher Richtung auf Rossignol–Tintigny vor und erkämpfte in der Schlacht bei Longwy zusammen mit dem V. Armee-Korps (General der Infanterie Hermann von Strantz) den vollständigen Sieg gegenüber dem französischen Kolonialkorps. Die 12. Division (Generalmajor Martin Chales de Beaulieu) warf hier im Kampf mit dem französischen 2. Korps den Gegner bei Termes auf Les Bulles zurück. Bei Rossignol und westlich Tintigny konnte die 11. Division (Generalleutnant Richard von Webern) im Kampf mit französischen Kolonialtruppen 2600 Gefangene einbringen und 39 Geschütze erbeuten.

## 23. August
Am 23. August erneuerten die Deutschen ihre Angriffe um die noch unentschiedene Schlacht auszufechten. Am nördlichen Abschnitt hielt die nach vorne geführte französische 52. Reservedivision und das Kavalleriekorps des General Sordet bei Mézières notdürftige Verbindung mit dem rechten Flügel der 5. Armee (General Lanrezac). Das Abdrängen des Kavalleriekorps Sordet durch das deutsche VIII. Armee-Korps auf Houdremont riss aber eine Frontlücke zwischen der französischen 4. und 5. Armee. Das deutsche VIII. Armee-Korps umfasste mit der 15. Division über Graide auf Paliseul. Die nördlicher stehende 16. Division überflügelte den Feind bei Gedinne mit der 30. Infanterie-Brigade bei Bievre nach Südosten auf Fays-les Veneurs. Die 31. Infanterie-Brigade (Generalmajor Richard Wellmann) drängte feindliche Kavallerie über Houdremont nach Südwesten zurück. Im Zentrum der Schlacht bei Paliseuil, südlich von Maissin brach die französische Front auseinander. Im Zentrum erlahmte der Widerstand des französischen 17. Korps bei Neufchâteau. Das deutsche VIII. Reserve-Korps unter General Egloffstein nahm mit der 15. Reserve-Division den Durchbruchsversuch bei Maissin wieder auf, hier mussten die Franzosen kampflos zurückgehen. Erst gegen 13.00 Uhr nahm das erschöpfte XVIII. Reserve-Korps die Verfolgung wieder auf und die 21. Reserve-Division rückte auf Martilly nach, die 25. Reserve-Division setzte drei Kolonnen auf Suxy an. Die 25. Reserve-Division blieb bei Anloy stehen, die 16. Reserve-Division rückte weiter auf Jehonville und die 21. Division auf St. Medard vor.
Die 21. Reserve-Division nahm bis zum Abend noch Straimont, die 25. Reserve-Division erreichte Jamoigne, südlicher stand das siegreiche VI. Armee-Korps (Kurt von Pritzelwitz) auf den Höhen bei Les Bulles und Jamoigne. Die 16. Reserve-Division erreichte bis zum Abend des 23. August Herbeumont, die 21. Division nächtigte bei St. Menard und die 25. Reserve-Division erreichte Bertrix. Am linken Flügel der 4. Armee klaffte bereits zwischen Givet und Gedinne eine Frontlücke zur 5. Armee, der Rückzug nach Mouzon in allgemeiner Richtung auf die Maas wurde angeordnet. Am rechten Flügel der 4. Armee zog das Kolonialkorps unter General Lefèvre seine dezimierten Divisionen zwischen Herbeuval und Breux ebenfalls hinter den Chiers zurück.

## Ausklang und Folgen
Zwei französische Divisionen, welche als Verstärkung für die zurückgehende 4. Armee aus dem Raum Nancy anmarschierten, deckten durch ihr Eingreifen den allgemeinen Rückzug. Die deutsche 3. Armee sah den Feind vor Dinant ebenfalls auf vollem Rückzug – Hausens linker Flügel nahm östlich Givet die Verfolgung gegen Fumay auf. Es folgte der Rückzug des französischen 9. Korps (Dubois) auf Mezieres. Das französische 11. Korps (General Eydoux) musste vor den Truppen General Egloffsteins die Stadt Bouillon räumen, welche abends durch die deutsche 15. Reserve-Division besetzt wurde. Das 17. Korps unter General Poline ging vor dem Druck des deutschen XVIII. Armee-Korps und XVIII. Reserve-Korps über Messincourt auf Sedan, das 12. Korps unter General Roques von Florenville auf Carignan über die Maas zurück.
Die schweren Verluste des Kolonialkorps bei Rossignol – Tintigny und die Nachricht der Niederlage der 3. Armee (General Ruffey) in der Schlacht bei Longwy zwang General Langle zum Rückzug. Schon am 26. August stand die französische 4. Armee wieder zwischen Mezieres – Sedan abwehrbereit an der Maas-Linie. In der folgenden Marneschlacht Anfang September spielte die in die Champagne abgedrängte französische 4. Armee nur eine untergeordnete Rolle und ging Mitte September an der Linie Prosnes-Auberive-Perthes-Massiges-Servon zum Stellungskrieg über.